# 斯托伊科·弗兰科维奇
斯托伊科·弗兰科维奇（1964年1月22日—），克罗地亚男子篮球运动员。他曾代表南斯拉夫、克罗地亚参加1988年、1992年和1996年夏季奥林匹克运动会篮球比赛，获得二枚银牌。